# Søren P. Rasmussen
 Der er flere personer med dette navn, se Søren Rasmussen.
Søren P. Rasmussen (født 6. august 1967) er en dansk civiløkonom og borgmester i Lyngby-Taarbæk Kommune for Venstre fra 1. januar 2010 til 31. december 2013. Har siden 2000 siddet i kommunalbestyrelsen i kommunen.
På det konstituerende byrådsmøde i Lyngby-Taarbæk Kommune 1. december 2009 blev Søren Rasmussen valgt til borgmester fra 1. januar 2010.
Rasmussen sidder i Kommunernes Landsforenings Social- og Sundhedsudvalg.
På et opstillingsmøde 28. november 2006 blev P. Rasmussen valgt til folketingskandidat for Venstre i den nye Lyngbykreds fra dennes oprettelse 1. januar 2007, men opnåede dog ikke valg ved det efterfølgende folketingsvalg 13. november 2007.

## Ekstern kilde/henvisning
- Personlig hjemmeside (Webside ikke længere tilgængelig)
- Profil Arkiveret 13. marts 2007 hos  Wayback Machine på Lyngby-Taarbæk Kommunes hjemmeside ltk.dk